# Liste der Baudenkmäler in Dingolshausen
Auf dieser Seite sind die Baudenkmäler in der unterfränkischen Gemeinde Dingolshausen zusammengestellt. Diese Tabelle ist eine Teilliste der Liste der Baudenkmäler in Bayern. Grundlage ist die Bayerische Denkmalliste, die auf Basis des Bayerischen Denkmalschutzgesetzes vom 1. Oktober 1973 erstmals erstellt wurde und seither durch das Bayerische Landesamt für Denkmalpflege geführt wird. Die folgenden Angaben ersetzen nicht die rechtsverbindliche Auskunft der Denkmalschutzbehörde.
 Diese Liste gibt den Fortschreibungsstand vom 25. März 2024 wieder und enthält 22 Baudenkmäler.

## Baudenkmäler nach Gemeindeteilen

### Dingolshausen
| Lage                                                                       | Objekt                                                   | Beschreibung | Akten-Nr.                        | Bild           |
| -------------------------------------------------------------------------- | -------------------------------------------------------- | --- | -------------------------------- | -------------- |
| Am Rathaus 4 (Standort)                                                    | Ehemaliges Schulhaus                                     | Zweigeschossiges Walmdachhaus, geohrte und fascierte Sandsteinfenstergewände, zweite Hälfte 18. Jahrhundert                                                            | D-6-78-122-23 Wikidata           | weitere Bilder |
| Am Rathaus 6 (Standort)                                                    | Katholische Pfarrkirche St. Laurentius und St. Sebastian | Turm 15./18. Jahrhundert, Langhausneubau 1970–72; mit Ausstattung | D-6-78-122-10 Wikidata           | weitere Bilder |
| Am Rathaus 6 (Standort)                                                    | Friedhofsmauer                                           | Ehemalige Befestigung, mit eingemauerter Marienfigur, wohl 18. Jahrhundert                                                                                             | D-6-78-122-10 zugehörig Wikidata | weitere Bilder |
| Am Rathaus 6 (Standort)                                                    | Friedhofskreuz                                           | 18. Jahrhundert, renoviert 1970 | D-6-78-122-10 zugehörig Wikidata | BW             |
| Am Rathaus 11 (Standort)                                                   | Pfarrhof                                                 | Wohnhaus, zweigeschossiger Walmdachbau, bezeichnet „1723“ | D-6-78-122-9 Wikidata            | BW             |
| Am Rathaus 11 (Standort)                                                   | Pfarrhof, Pfarrscheune                                   | Massiver Halbwalmdachbau mit rundbogiger Toreinfahrt, bezeichnet „1817“                                                                                                | D-6-78-122-9 zugehörig Wikidata  | weitere Bilder |
| Am Rathaus 11 (Standort)                                                   | Pfarrhof, eingeschossiges schmales Nebengebäude          | Mit Walmdach, 18./19. Jahrhundert | D-6-78-122-9 zugehörig Wikidata  | BW             |
| Am Steinbruch (Standort)                                                   | Bildstock                                                | Pfeiler auf relierfiertem Tischsockel, Aufsatz mit Darstellung der Vierzehn Nothelfer und der Heiligen Familie, 18. Jahrhundert                                        | D-6-78-122-14 Wikidata           | weitere Bilder |
| Am Steinbruch 22 (Standort)                                                | Torpfosten und Fußgängerpforte                           | 1753 | D-6-78-122-2 Wikidata            | BW             |
| Am Rathaus 1 (Standort)                                                    | Bildstock                                                | Vierkantiger Schaft auf Tischsockel, kleiner Aufsatz mit Darstellung der Heiligen Dreifaltigkeit, Rokoko, 18. Jahrhundert                                              | D-6-78-122-1 Wikidata            | Bildstock      |
| Hauptstraße 6 (Standort)                                                   | Hoftor                                                   | In die Hofmauer integrierte Fußgängerpforte, Sandstein, bezeichnet „1732“                                                                                              | D-6-78-122-3 Wikidata            | weitere Bilder |
| Hauptstraße 18 (Standort)                                                  | Ehemaliger Amtshof                                       | Zweigeschossiger giebelständiger Satteldachbau mit Volutengiebel, Renaissance, bezeichnet „1598“                                                                       | D-6-78-122-4 Wikidata            | weitere Bilder |
| Hauptstraße, vor Nr. 26 (Standort)                                         | Bildstock                                                | Schaft auf Tischsockel, Aufsatz mit Darstellung der Pietà, wohl 17. Jahrhundert                                                                                        | D-6-78-122-5 Wikidata            | weitere Bilder |
| Hauptstraße, bei Nr. 37 (Standort)                                         | Bildstock                                                | Gebauchte Säule auf hochrechteckigem Sockel, Aufsatz mit vier Reliefdarstellungen und Kielbögen, 1603                                                                  | D-6-78-122-6 Wikidata            | weitere Bilder |
| Hauptstraße, vor Nr. 38 (Standort)                                         | Bildstock                                                | Verzierter Schaft auf Tischsockel, Aufsatz mit Kreuzigungsdarstellung, 1670, renoviert 1957                                                                            | D-6-78-122-7 Wikidata            | weitere Bilder |
| Kreisstraße SW 52, am nördlichen Ausgang der Bischwinder Straße (Standort) | Kruzifix                                                 | | D-6-78-122-13 Wikidata           | weitere Bilder |
| Kugelstatt, Schloßsteige (Standort)                                        | Bildstock                                                | Mit Darstellungen der Beweinung Christi und der heiligen Familie, neugotisch, Sandstein, bezeichnet „1867“                                                             | D-6-78-122-17 Wikidata           | weitere Bilder |
| Lindenstraße (Standort)                                                    | Bildstock                                                | Schaft erneuert, rechteckiger Aufsatz mit Kreuzigungsdarstellung und zwei Seitenfiguren, rückseitige Inschrift, bezeichnet „1605“, wieder errichtet und renoviert 1973 | D-6-78-122-11 Wikidata           | weitere Bilder |
| Nähe Staatsstraße 2274, nach Michelau (Standort)                           | Denkmal mit Standbild des heiligen Joseph                | Auf hohem Sockel, mit Einfriedung, bezeichnet „1889“ | D-6-78-122-15 Wikidata           | weitere Bilder |
| Schlosssteige, nahe Flur Kugelstatt (Standort)                             | Altarbildstock                                           | Mit Relief der Vierzehn Nothelfer, 18. Jahrhundert | D-6-78-122-16 Wikidata           | weitere Bilder |
| Ziegeleistraße 15 (Standort)                                               | Fußgängerpforte                                          | Sandstein, 1740 | D-6-78-122-8 Wikidata            | weitere Bilder |

### Bischwind
| Lage                                                                                      | Objekt                                           | Beschreibung                                                                                     | Akten-Nr.              | Bild           |
| ----------------------------------------------------------------------------------------- | ------------------------------------------------ | ------------------------------------------------------------------------------------------------ | ---------------------- | -------------- |
| Gerolzhofener Weg; Straße nach Dingolshausen, Abzweigung zur Wallfahrtskapelle (Standort) | Wegkreuz                                         | Neugotisch, 1894, renoviert 1965                                                                 | D-6-78-122-21 Wikidata | weitere Bilder |
| Gerolzhofener Weg (Standort)                                                              | Wallfahrtskirche St. Maria Helferin der Christen | Backsteinbau mit polygonalem Chorabschluss und Glockenturm, neugotisch, 1874–75; mit Ausstattung | D-6-78-122-19 Wikidata | weitere Bilder |
| Kirchgasse 11 (Standort)                                                                  | Katholische Pfarrkirche St. Wendelin             | Saalbau mit halbrundem Chorabschluss, von 1821, erweitert 1899; mit Ausstattung                  | D-6-78-122-18 Wikidata | weitere Bilder |
| Kirchgasse 11 (Standort)                                                                  | Friedhofskreuz                                   | 19. Jahrhundert                                                                                  | D-6-78-122-18 Wikidata | weitere Bilder |
| Kirchgasse 11, auf der Friedhofsmauer (Standort)                                          | Bildstock                                        | 1630                                                                                             | D-6-78-122-18 Wikidata | weitere Bilder |
| Kreingrube, Straße nach Hundelshausen (Standort)                                          | Bildstock                                        | Mit Tischsockel, vierseitiger Aufsatz mit Reliefs und Bekrönungskreuz, 1754                      | D-6-78-122-22 Wikidata | weitere Bilder |
| Multerwiesen, Straße nach Dingolshausen (Standort)                                        | Bildstock                                        | Sandsteinsäule auf Sockel mit Reliefdarstellung der heiligen Dreifaltigkeit, bezeichnet „1719“   | D-6-78-122-20 Wikidata | weitere Bilder |